# Mausoleum Ludwigsburg

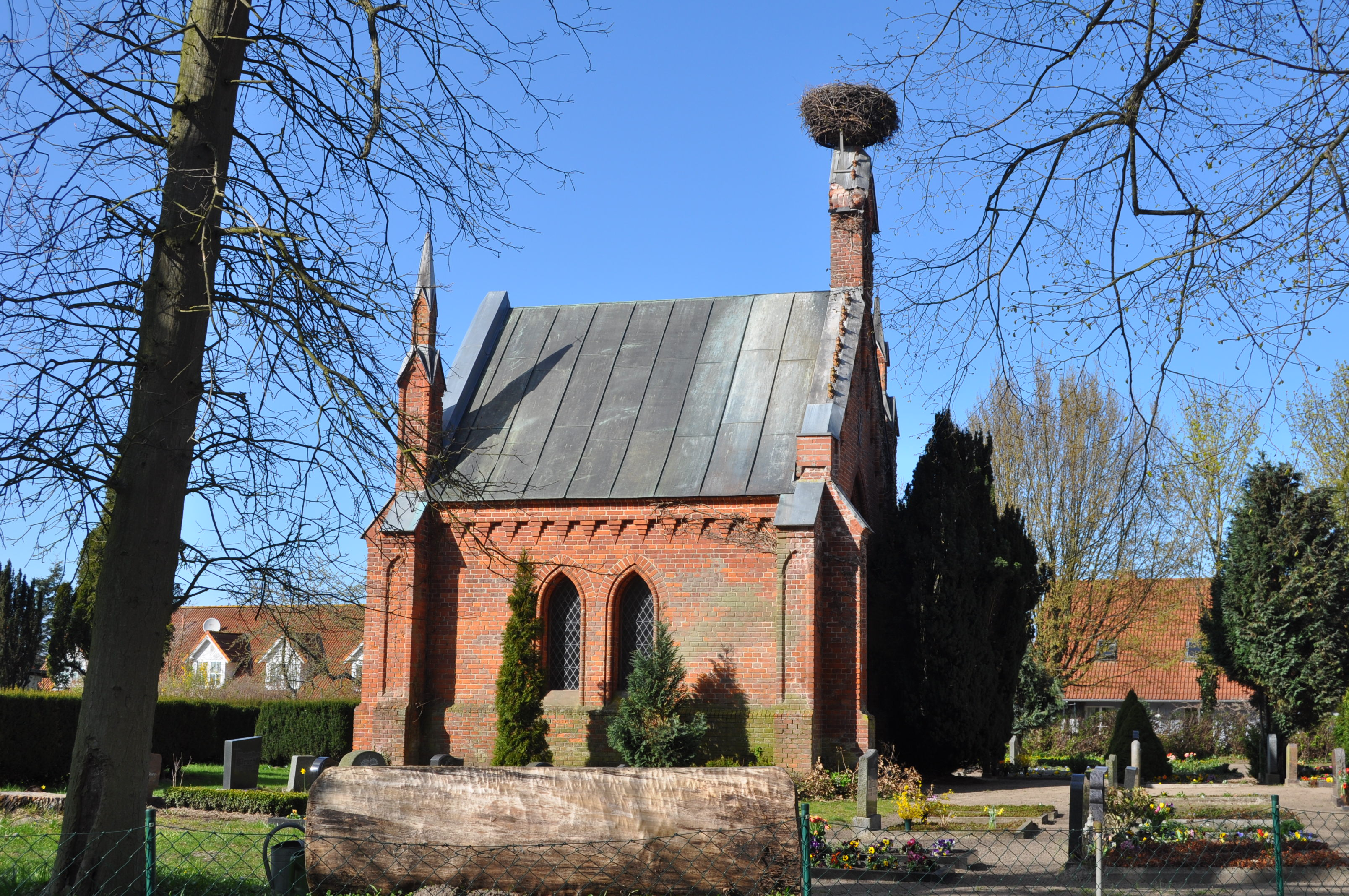
Südseite

Das Mausoleum Ludwigsburg war die Begräbnisstätte der Kaufmannsfamilie Weissenborn im Loissiner Ortsteil Ludwigsburg in Mecklenburg-Vorpommern.

## Geschichte

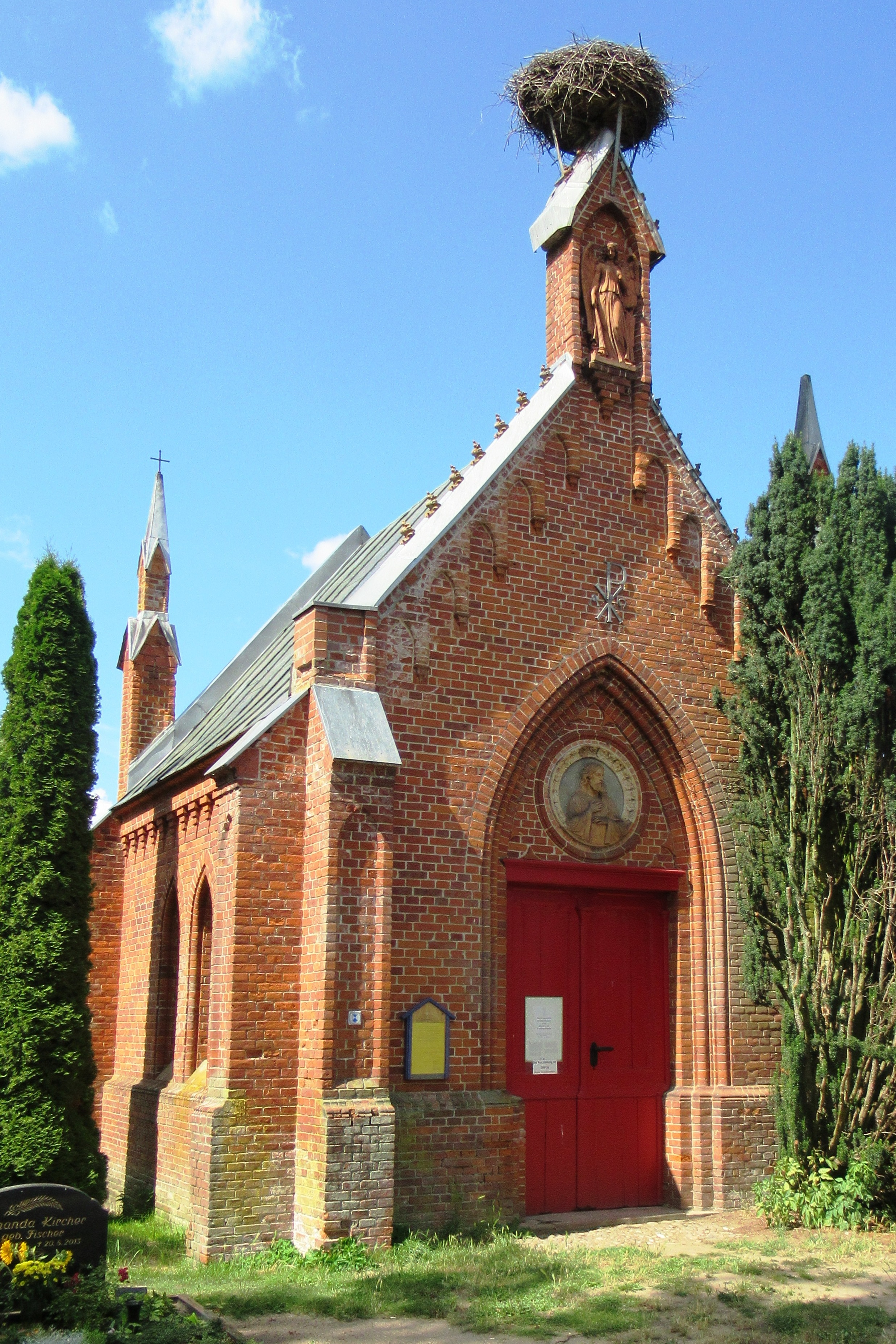
Ostgiebel

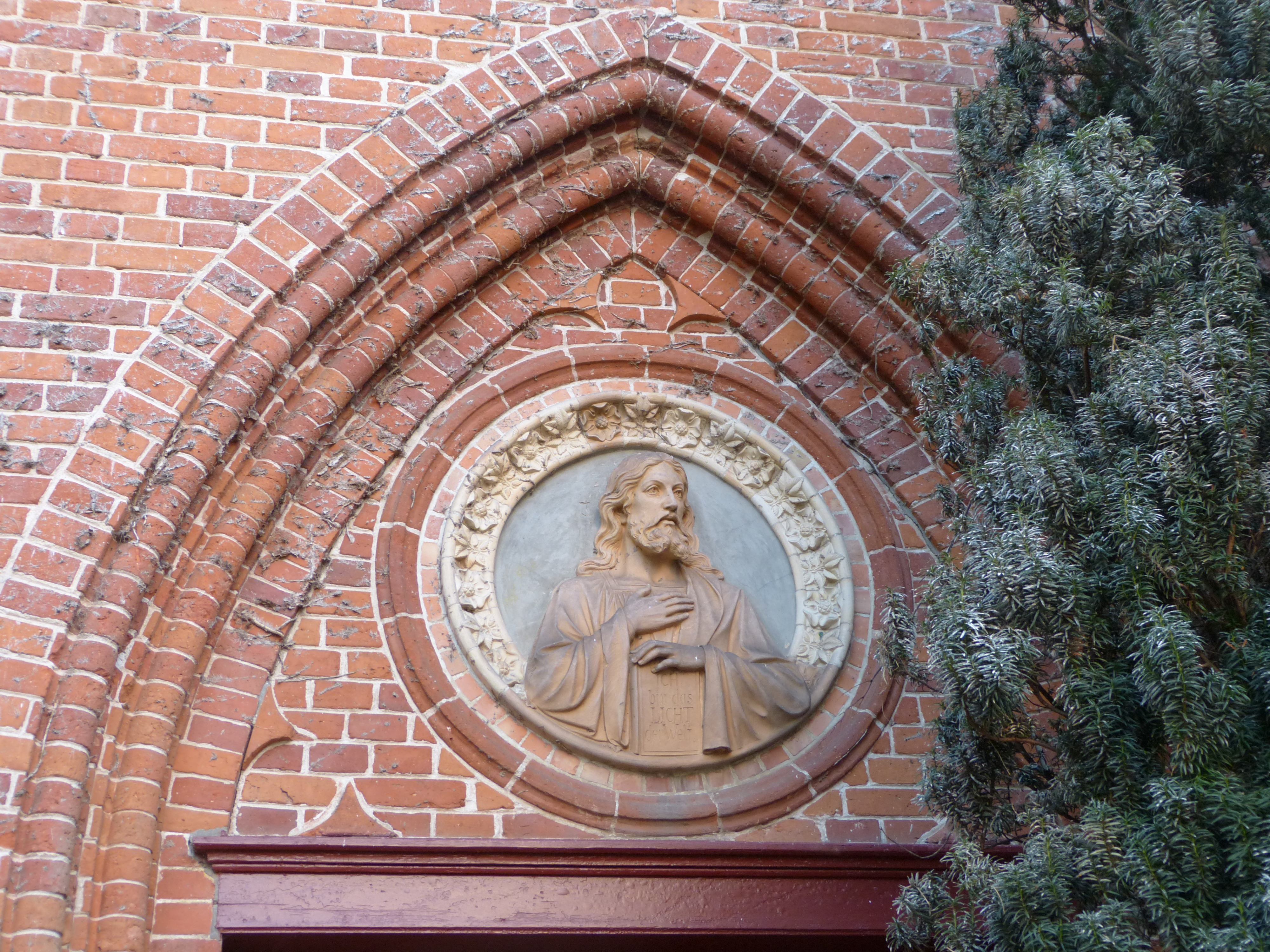
Tympanon im Ostgiebel

Im Jahre 1810 erwarb der Greifswalder Kaufmann Carl Philip Hermann Weissenborn das Gut Ludwigsburg, etwa 15 Kilometer von Greifswald entfernt. Sein Sohn Karl Emil Wilhelm Weissenborn ließ um 1845 als künftige Begräbnisstätte der Familie ein Mausoleum errichten. Die erste Grablegung erfolgte 1849 nach dem Tode von Carl Weissenborn. Im Zuge der Bodenreform wurde das gesamte Gut enteignet und die Familie Weissenborn floh nach Westdeutschland. 1951 wurde das Mausoleum zur örtlichen Leichenhalle umgewidmet. Die Särge der Weissenbornschen Familie wurden aus der Gruft gehoben und auf dem Friedhof erdbestattet. Nachdem das Gebäude über 25 Jahre leer gestanden hatte, wurde der Innenraum im September 2018 als Raum für die Ausstellung „Die ländlichen Grabkapellen und Mausoleen in Vorpommern“ eröffnet.

## Baubeschreibung
Das als Erbbegräbnis errichtete Gebäude, westlich der nahegelegenen Schlosskapelle, wurde im neogotischen Stil erbaut. Es umfasst eine Größe von sechs mal sieben Meter. Die Mauern wurden aus roten Ziegeln im Blockverband errichtet. In die Seitenwände sind jeweils zwei spitzbogige Bleiglasfenster eingelassen, unter der Traufe sind die Wände mit einem Konsolfries geschmückt. Die spitzgieblige Vorderfront zeigt nach Osten, das spitzbogige Portal ist durch die Holztür und ein Tympanon mit Christusrelief gegliedert. Die Westfront ist schmucklos und nur im Giebelbereich durch ein spitzbogiges Fenster unterbrochen. An allen vier Seiten befinden sich je zwei Strebepfeiler, die rechtwinklig zueinander stehen. Das Gebäude wird durch ein Satteldach abgeschlossen, das mit Kupfer gedeckt ist. Die Decke im Innenraum ist als Stichkappengewölbe ausgeführt, das in der Mitte zu einem Okulus zusammenläuft. Sie ist wie die Seitenwände weiß getüncht. Historisches Inventar ist nicht mehr vorhanden.
Durch die Last des Storchennestes ist 2022 die Turmspitze herabgestürzt, und mit ihr wurde der Terrakotta-Engel zerstört. Der Turm wurde bis 2024 mit den Original-Teilen wieder aufgebaut. Die Engelsfigur ist jedoch in so viele Teile zersprungen, dass eine Rekonstruktion unmöglich scheint. Anstelle ihrer wurde ein Foto in realer Größe angebracht. Die Einzelteile der Figur werden im Mausoleum aufbewahrt.